# 上信越高原國立公園
上信越高原國立公園（日语：／），是位在日本群馬縣（上野國）、長野縣（信濃國）、新潟縣（越後國）的國立公園。

## 概要
上信越高原國立公園面積約15萬公頃，涵蓋了淺間山、四阿山（あずまやさん）、白根山及岩菅山等火山的火山性高原、谷川岳等的構造山地、以及苗場山與茅之平（カヤノ平）的巨大熔岩台地。過去曾追加妙高、戶隱、野尻湖一帶，之後獨立為「妙高戶隱連山國立公園」
本地區有成層火山與破火山口、火山性高原等火山地形，以及冰蝕斷崖與非火山性構造山地，是日本極具代表性的山岳及高原景點。
志賀高原滑雪場等是長野冬奧的比賽場地，擁有優質的雪質，同時周邊也有許多溫泉。夏季則是登山客登山與健行的主要季節、淺間山與四阿山等火山的平緩坡地則有數座高爾夫球場。
上信越高原國立公園致力於打造「山與高原的休閒世界」，目標是保護並活用國立公園內的山岳景觀。

## 年表
- 1949年9月7日 - 三國山脈至淺間山一帶被指定為上信越高原國立公園[6]。
- 1956年7月10日 - 追加妙高・戶隱（日语：戸隠連峰）地域[7]。
- 1998年（平成10年）2月7日～3月14日 - 志賀高原地域的東館山滑雪場（日语：東館山スキー場）、燒額山滑雪場（日语：焼額山スキー場）、上林滑雪與雪板公園，及妙高·戶隱地域的飯綱高原滑雪場（日语：飯綱高原スキー場）指定為長野冬奧比賽場地。
- 2007年（平成19年）3月30日 - 區域變更[8]。
- 2014年（平成26年）4月18日 - 環境省宣布新潟西南部、長野北部的妙高·戶隱地域將在平成26年度獨立成立新的國立公園[9]。
- 2015年（平成27年）1月20日 - 中央環境審議會（日语：中央環境審議会）通過新潟西南部、長野北部的妙高·戶隱地域獨立成立「妙高戶隱連山國立公園」（長野縣、新潟縣）[10]。
- 2015年（平成27年）3月27日 - 環境省指定「妙高戶隱連山國立公園」[11]。

### 區域、面積
公園可分為草津·萬座·淺間地域、須坂·高山地域、谷川地域、志賀高原地域、苗場地域等五大地域。
苗場地域正在進行再審，將會變更區域面積。
原生景觀核心地域約有17,741公頃。
| 單位：公頃         | 特別保護地區 | 第1種 特別地域 | 第2種 特別地域 | 第3種 特別地域 | 普通地域 | 公園面積 |
| ------------------ | ------------ | -------------- | -------------- | -------------- | -------- | -------- |
| 草津·萬座·淺間地域 | 2,507        | 1,563          | 13,984         | 3,018          | 43,693   | 64,765   |
| 須坂·高山地域      | 0            | 224            | 1,575          | 1,667          | 9,676    | 13,142   |
| 谷川地域           | 2,050        | 2,070          | 2,187          | 234            | 8,367    | 14,908   |
| 志賀高原地域       | 2,914        | 6,230          | 7,834          | 4,192          | 3,816    | 24,986   |
| 苗場地域           | 再審         | 再審           | 再審           | 再審           | 再審     | (30,393) |
| 合計               |              |                |                |                |          | 148,194  |

### 相關市町村
- 群馬縣 - 安中市、中之條町、長野原町、嬬戀村、草津町、水上町
- 新潟縣 - 南魚沼市、十日町市、湯澤町、津南町
- 長野縣 - 須坂市、小諸市、東御市、上田市、輕井澤町、御代田町、高山村、山之內町、木島平村、野澤溫泉村、榮村

## 地理
國立公園內大半是以園內最高峰淺間山為首的2000公尺級山岳，以及以志賀高原為代表的火山性高原等平坦地。除谷川地域外，公園區域內大部分為火山性地形，淺間山與白根山（草津白根山（湯釜一帶））等活火山，及志賀山與苗場山等古火山大致分布在群馬縣、長野縣與新潟縣縣界周邊。
河川可分為日本海側的日本最長河川信濃川（千曲川）水系，以及太平洋側日本流域面積最大的利根川水系。草津·萬座·淺間地域、志賀高原地域與苗場地域有多個火口湖、火山性高原窪地與破火山口的湖沼，及湖沼長年淤積形成的濕原。另外還有野反湖等坐落於峽谷的人造湖（水壩湖）。
公園內可見火山活動與冰河作用形成的地形。火山活動地形包含成層火山（淺間山）、火山穹丘（離山）、火山碎屑錐（本白根山、鉢山）、寄生火山（側火山，小淺間山）、火山口（本白根山涸沼、淺間山），反映地質的地形有奇岩怪石（四阿山的岩）、柱狀節理（清津峽、幕岩），河川作用地形有瀑布（米子大瀑布），冰河作用地形有化石構造土（平標山）、图案地面（本白根山鏡池）、雪蝕凹地（平標山、谷川岳）、風蝕裸地（平標山）、雪崩槽（鳥甲山）、非對稱山稜（谷川岳稜線、谷川連峰），其他地形則有鋸齒狀山稜（谷川岳堅炭岩針峰群）、高層濕原（芳原濕原、苗場濕原）、中間濕原（一之瀨濕原）等。

### 山岳
以下列舉各級山岳，以「標高/地域/名山」之格式標示之。

＜範例＞

地域：草=草津·萬座·淺間地域、須=須坂·高山地域、谷=谷川地域、志=志賀高原地域、苗=苗場地域

名山：百=日本百名山、二=日本二百名山、三=日本三百名山

#### 2000m級山岳
國土地理院地形圖記載之標高2000m以上山岳如下。
- 淺間山（2568m/草/百） 上信越高原國立公園內的最高峰。成層火山的代表山岳之一。
- 前掛山（2524m/草） 淺間山的第二外輪山之一。
- 黑斑山（2404m/草） 淺間山的第一外輪山之一。
- 蛇骨岳（2366m/草） 淺間山的第一外輪山之一。
- 四阿山（2354m/草·須/百） 須坂、高山地域的最高峰。三角點標高2333.2m。西南麓有菅平牧場。
- 裏岩菅山（2341m/志） 志賀高原地域的最高峰。
- 橫手山（日语：横手山）（2307m/志、草/三） 三角點標高2305.0m。一年四季都有索道通往山頂，是日本三百名山中最容易到達山頂的山岳之一。
- 岩菅山（2295.3m/志/二） 西山麓有貴重的原生林。
- 劍峰（2281m/草） 淺間山的第一外輪山之一。
- 烏帽子岳（2230.7m/志）位於岩菅山與切明之間的稜線上。非上田市與東御市邊界的烏帽子岳（標高2066m）。
- 東籠之登山（日语：東籠ノ登山）（2227.9m/草）、西籠之登山（2212m/草） 西麓（標高1740～1920m）有湯之丸滑雪場（日语：湯の丸スキー場）。南麓的停車場一帶標高2061m。
- 根子岳（日语：根子岳 (長野県)）（2207m/須、草） 西南麓是菅平牧場。西麓有高爾夫球場（菅平綠色高爾夫球場、上田菅平高原Grandvrio高爾夫倶樂部）、菅平高原滑雪度假村（日语：菅平高原スキー場）。
- 水之塔山（2202m/草）
- 佐武流山（日语：佐武流山）（2191.6m/苗/二） 苗場地域最高峰。
- 本白根山（2171m/草/百） 三角點2165.0m。南麓（標高1560～2140m）有表萬座滑雪公園（日语：表万座スノーパーク），東麓（標高1250～1620m）有草津溫泉滑雪場（日语：草津温泉スキー場）。
- 御飯岳（2160.4m/草、須） 車輛可至北麓標高1900m處（但沒有往山頂的登山道）。從南側稜線毛無峠（日语：毛無峠 (長野県・群馬県)）（標高1823m）的登山路線約2km。
- 白根山（日语：白根山）（2160m/草） 本白根山、逢之峰等白根山群合稱草津白根山。西麓（標高1760～2000m）有萬座溫泉滑雪場（日语：万座温泉スキー場）。
- 苗場山（2145.2m/苗/百） 山頂有自然體驗交流中心（苗場山頂小屋）。
- 白砂山（2139.8m/苗/二） 位於群馬縣、長野縣、新潟縣行政邊界上。三國山（日语：三國山 (群馬県)）（標高1636.3m）在本峰東北東方12km處。
- 寺子屋峰（2125.2m/志） 西北麓（標高900～2060m）有寺小屋滑雪場（日语：寺小屋スキー場）。
- 三方峰（2112m/草） 三角點標高2040.7m。火口是「高山植物寶庫」之稱的池之平濕原。
- 牙山（2111m/草） 淺間山的第一外輪山之一。
- 逢之峰（2110.1m/草） 白根山群火山之一。車輛可直達登山口（標高2014m）。
- 上之倉山（2107.9m/苗）
- 赤石山（2109m/志）
- 高峯山（2106m/草） 車輛可至東麓標高1973m的車坂峠。北麓（標高1880～2040m）有淺間2000公園滑雪場（日语：アサマ2000パーク）。
- 八十三山（2101m/苗）
- 湯之丸山（日语：湯ノ丸山）（2101m/草） 三角點標高2099.1m。東麓標高1800m處的狐平（躑躅平）有蓮華躑躅（日语：レンゲツツジ）群落，可直接從地藏峠（日语：地蔵峠）搭乘索道前往。
- 浦倉山（2090.8m/草/須） 東麓（標高1380～2090m）有Palcall嬬戀滑雪場（日语：パルコール嬬恋スキーリゾート）。搭乘滑雪索道可至本峰南嶺（標高2119m）附近標高2090m處。
- 忠次郎山（2084m/苗）
- 大高山（日语：大高山 (群馬県・長野県)）（2079.6m/志）
- 笠岳（2075.9m/志、須/三） 車輛可至標高1905m處。西麓（標高1490～1770m）有山田牧場（日语：山田牧場）（YAMABOKU世界滑雪公園（日语：YAMABOKUワイルドスノーパーク））。
- 大黑山（2066m/苗）
- 烏帽子岳（日语：烏帽子岳 (上田市、東御市)）（2066m/草） 山頂可眺望北阿爾卑斯與上信越山系及千曲川。
- 大倉山（2054.1m/苗）
- 龍之峯（2053m/苗） 附近的三角點標高2036.8m。
- 堂岩山（2051m/苗）
- 鉢山（2041m/志）　火山碎屑錐地形的代表之一。
- ダン沢ノ頭（2040.5m/草、志）
- 鳥甲山（2037.7m/志/二）　山頂是雪崩槽。
- 志賀山（2035.7m/志） 地圖未記載的裏志賀山標高2037m。
- 上之間山（2033.5m/苗）
- 神樂峯（2030m/苗） 東麓（標高620～1840m）有神樂滑雪場（日语：かぐらスキー場）。
- 仙之倉山（日语：仙ノ倉山）（2026.3m/谷、苗/二） 谷川地域最高峰。
- 老之倉山（2024m/須） 車輛可至標高1940m處。登山口標高1919m。
- 燒額山（日语：焼額山）（2011m/志） 東南麓（標高1550～2000m）有燒額山滑雪場，東北麓（標高1470～2005m）有奧志賀高原滑雪場（日语：奥志賀高原スキー場）。
- 黑湯山（2007.2m/草、須）
- 土鍋山（2002ｍ/草、須） 三角點標高1999.5m。

#### 標高未滿2000公尺的主要山岳
- 破風岳（日语：破風山）（1999m/草、須） 西麓（標高1400～1990m）乳山牧場的五味池破風高原自然園有蓮華躑躅群落。
- 萬座山（1994.5m/草、須） 南麓有萬座溫泉鄉（日语：万座温泉）與萬座溫泉滑雪場（日语：万座温泉スキー場）。
- 平標山（1983.8m/谷、苗） 山頂有化石構造土、雪蝕凹地、風蝕裸地等冰河地形。
- 茂倉岳（日语：茂倉岳）（1978m/谷、苗） 谷川連峰最高峰。
- 谷川岳（1977m/谷、苗/百） 左述標高是オキノ耳。トマノ耳標高1963m。
- 一之倉岳（日语：一ノ倉岳）（1974.1m/谷、苗） 山頂正下方是上越線的新清水隧道（全長13,500m），清水隧道（全長9,702m）也在山頂附近下方貫穿。
- 龍王山（1936m/志） 三角點標高1900.2m。上信越高原國立公園西端的高峰。公園區域外的西北麓（標高930～1920m）有龍王滑雪公園（日语：竜王スキーパーク）。
- 牡鹿澤之頭（1894m） 山頂附近下方有上越新幹線大清水隧道（全長22,221m）貫穿。
- 俎嵓（マナイタグラ）（1890m/谷） 古時的「谷川岳」。山頂正下方有關越自動車道關越隧道（全長11,055m（上行線））通過。
- 鍋蓋山（1829.0m/草）　東北麓（標高1340～1800m）有鹿澤滑雪區（日语：鹿沢スノーエリア）。
- 筍山（日语：筍山）（1789.8m/苗）　東麓（標高900～1780m）有苗場滑雪場（日语：苗場スキー場）。
- 的岩山（1750m/草）　三角點標高1746.5m。稜線北側800m是四阿山的岩。
- 中倉山（1686.6m/須）　西麓（標高980～1200m）有山田溫泉兒童滑雪公園（日语：山田温泉キッズスノーパーク）。
- 小淺間山（1655.2m/草） 位於淺間山東北麓，是寄生火山的代表之一。
- 毛無山（日语：毛無山）（1649.6m/志） 山麓（標高565～1645m）有野澤溫泉滑雪場（日语：野沢温泉スキー場）。
- 三國山（日语：三国山 (群馬県)）（1636.3m/谷） 以上信越三國命名的山。三國交界是白砂山。
- 梯子山（1548m/須）　三角點標高1513.3m。東南麓（標高1410～1540m）有峰之原高滑雪場（日语：峰の原高原スキー場）。
- 赤澤山（1545.7m/谷）　東麓（標高770～1050m）有赤澤滑雪場（日语：赤沢スキー場）。
- 高倉山（日语：高倉山）（1448.8m/谷）　附近的天神尾根標高1,502m。天神尾根東麓（標高1300～1500m）有天神平滑雪場，該處（標高1300m）有谷川岳空中纜車（日语：谷川岳ロープウェイ）天神平站。
- 湯藏山（1334m/谷）　南麓（標高700～1030m）有白谷滑雪場（日语：ホワイトバレースキー場）。
- 離山（1256m/草） 輕井澤與沓掛（日语：中軽井沢）（中輕井澤）之間。火山穹丘地形的代表。
- 高津倉山（1180.9m） 東麓（標高560～1180m）的公園區域外有湯澤高原滑雪場（日语：湯沢高原スキー場）與GALA湯澤滑雪場（日语：ガーラ湯沢スキー場）。西麓（標高450m左右）有清津峽。

#### 主要火山
鳥甲岳、毛無山、草津白根山、志賀高原、四阿山、烏帽子岳、淺間山

### 河川、湖沼
上信越高原國立公園中，群馬縣域主要屬於利根川水系，長野縣域與新潟縣域主要屬於信濃川（千曲川）水系。群馬縣域的野反湖與其周邊則屬於千曲川水系。
以下河川等以下游至上游的順序記載。本公園區域外的河川與湖沼以括弧表示。

#### 利根川水系
- （烏川（日语：烏川 (利根川水系)））
  - （碓井川）
    - 霧積川←墓場尻川
    - （碓井湖）←中尾川
- 吾妻川（日语：吾妻川）
  - 四萬川（日语：四万川）
    - 新湯川←小倉澤川、戶澤川
    - 日向見川

  - 白砂川（日语：白砂川）
    - 湯川←谷澤川、大澤川
    - 長笹澤川←村木澤川、金山澤川、峨亂（ガラン）澤川、元山川
    - 四萬澤川

  - （熊川）
    - 地藏川、片蓋川

  - （遲澤川）
  - 赤川
  - 今井川（日语：今井川）
  - 萬座川
    - 牛首川、松尾川、新川
    - 不動澤川、赤澤川
    - 奧萬座川

  - 干俣川
    - 馬洗井戶川、（茨木湖）

  - 大橫川、大澤川、湯尻川、小在池川、雜魚（ザッコ）川
- 赤谷川（日语：赤谷川）←西川
- 谷川
- 湯檜曾川（日语：湯檜曽川）

#### 信濃川（千曲川）水系
- 清津川（日语：清津川）
  - 釜川、足尾澤川、外之川、水無川
  - 勝澤（カッサ）川←祓川
  - 二居川←地王堂川
  - 浅貝川、セバト川
- 中津川
  - 硫磺川、小赤澤川、栃川
  - 雜魚川←遠見之池川
  - 佐武流川、野反湖（日语：野反ダム）
  - 魚野川（日语：魚野川）
- （志久見川）←（北野川）←（天代川）
- （橫川）←（馬曲川）←本澤川
  - 日向入川←本澤川
  - （夜間瀨川（日语：夜間瀬川））←橫湯川、角間川（日语：角間川）
- 松川←樋澤川、柞澤川、鎌田川

- （百々川）←（鮎川）←宇原川、仙仁川
  - ←灰野川←奈良川
  - ←米子川、米子大瀑布
- （神川）←角間川←和熊川
  - 大洞川、澀澤川
- 所澤川
- 深澤川、栃木川、中澤川、蛇堀川
- 繰矢川←濁川
- 湯川←（泥川）←谷崎川←精進場川

### 溫泉
近年由於鑿孔技術發達，加上溫泉法鬆綁，新的溫泉地陸續誕生。

#### 群馬縣域
- 湯檜曾溫泉（日语：湯檜曽温泉）　利根郡水上町大字湯檜曾
- 谷川溫泉（水上溫泉鄉（日语：水上温泉郷））　利根郡水上町大字谷川
- 川古溫泉（日语：川古温泉）　利根郡水上町大字相俣
- 法師溫泉（日语：法師温泉）　利根郡水上町大字永井
- 四萬溫泉（日语：四万温泉）　吾妻郡中之條町大字四萬
- 萬座溫泉（日语：万座温泉）　吾妻郡嬬戀村大字干俣
- 嬬戀茨木溫泉（日语：嬬恋バラギ温泉）　吾妻郡嬬戀村大字干俣
- 新鹿澤溫泉（日语：新鹿沢温泉）　吾妻郡嬬戀村大字田代
- 鹿澤溫泉（日语：鹿沢温泉）　吾妻郡嬬戀村大字田代
- 霧積溫泉　安中市松井田町大字坂本

#### 長野縣域
- 小瀨溫泉　北佐久郡輕井澤町大字長倉
- 高峰溫泉　小諸市大字菱平
- 澀澤溫泉（日语：渋沢温泉）　上田市真田町大字長
- 四阿溫泉　上田市真田町大字長
- 山田溫泉（日语：山田温泉）　上高井郡高山村大字山田溫泉
- 五色溫泉（日语：五色温泉）　上高井郡高山村大字奧山田
- 七味溫泉（日语：七味温泉）　上高井郡高山村大字奧山田
- 熊之湯溫泉（日语：熊の湯温泉）　下高井郡山之內町大字平穩
- 螢溫泉　下高井郡山之內町大字平穩
- 木戶池溫泉（日语：木戸池温泉）　下高井郡山之內町大字平穩
- 石之湯溫泉　下高井郡山之內町大字平穩
- 地獄谷溫泉（日语：地獄谷温泉）　下高井郡山之內町大字平穩
- 發哺溫泉（日语：発哺温泉）　下高井郡山之內町大字平穩

#### 新潟縣域
- 赤湯溫泉（日语：赤湯温泉）　南魚沼郡湯澤町大字三國
- 貝掛溫泉（日语：貝掛温泉）　南魚沼郡湯澤町大字三俣
- 清津峽小出溫泉　十日町市大字小出

## 動植物

### 植被
本公園面積廣大，海拔低至低山帶的350m，高至亞高山帶2500m，加上受到太平洋側與日本海側的影響，造就了公園內豐富的植物。
大致上，低海拔區域是以山毛欅與楢等為主，高海拔區域是以大白時冷杉、日本鐵杉、白葉冷杉等針葉樹林及岳樺等闊葉樹林為主。2000m級山岳山頂部與稜線部則是偃松群落與高山風衝地植物群落。
各地域主要特色如下。
- 草津·萬座·淺間地域：落葉闊葉樹林與常綠針葉樹林為主，另外還有雪地特有的群落、濕原植被等。
- 谷川地域：1600m以上可見赤竹草原群落。針葉樹林極不發達。谷川岳有蛇紋岩植被群落。
- 志賀高原地域：岩菅山周邊稜線部有白山小櫻（日语：ハクサンコザクラ）等高山植物。志賀山周邊地域則有高層濕原。
- 須坂·高山地域：縣境稜線部可見大白時冷杉變化至白葉冷杉。五味池破風高原有蓮華躑躅（日语：レンゲツツジ）群落。
- 苗場地域：苗場山周邊是發達的針葉林。

### 動物
本公園除了有亞洲黑熊與日本髭羚等大型哺乳類，還有山豬、日本獼猴、狐、獾、貉、兔、貂、白鼬、毛吻鼩鼴、鼩鼱等哺乳類另外還有髭羚及日本睡鼠等特別天然紀念物棲息。
鳥類有瀕危物種的金雕與熊鷹，近危物種的蒼鷹等稀少猛禽類等，以及森林性鳥類貓頭鷹、星鴉、松鴉、大斑啄木鳥、日本綠啄木鳥、歐亞鷽、藍尾鴝、戴菊、山雀屬等。候鳥則有大杜鵑、喜馬拉雅中杜鵑、棕腹杜鵑、白腹琉璃、黃眉黃鶲、冠羽柳鶯等夏鳥，以及白腹鶇、斑點鶇、黃連雀、朱連雀、田鵐等冬鳥。谷川區域的一之倉澤岩場是煙腹毛腳燕繁殖地，同時還可見到白喉針尾雨燕與白腰雨燕。
昆蟲類有黑緣豆粉蝶、日本紅眼蝶、虎鳳蝶等近危高山蝶類，以及魚蛉與日本螳蛉等。

### 景點
- 草津白根山
- 野反湖
- 鬼押出岩（日语：鬼押出し園）
- 湯之丸高原（日语：湯の丸高原）
- 池之平濕原
- 淺間山
- 高峰高原（日语：高峰高原）
- 根子岳
- 角間溪谷
- 志賀高原
- 秋山鄉（日语：秋山郷）
- 苗場山
- 清津峽（日语：清津峡）
- 谷川連峰

### 瀑布
- 摩耶瀑布：群馬縣吾妻郡中之條町。
- 小倉瀑布：群馬縣吾妻郡中之條町。
- 常布瀑布（日语：常布の滝）：群馬縣吾妻郡草津町。為日本瀑布百選。
- 嫗仙瀑布（日语：嫗仙の滝）：群馬縣吾妻郡草津町。
- 白絲瀑布（日语：白糸の滝 (長野県)）：長野縣北佐久郡輕井澤町。
- 米子大瀑布：長野縣須坂市。為日本瀑布百選。

## 設施

### 集團設施地區、遊客中心
| 地區名   | 面積     | 所在地                 | 使用人數（人） |
| -------- | -------- | ---------------------- | -------------- |
| 四萬溫泉 | 160.4ha  | 群馬縣吾妻郡中之條町   | 353,000        |
| 萬座     | 73.8ha   | 群馬縣吾妻郡嬬戀村     | 440,000        |
| 鹿澤     | 38.2ha   | 群馬縣吾妻郡嬬戀村     | 213,000        |
| 谷川岳   | 143.0ha  | 群馬縣利根郡水上町     | 635,000        |
| 志賀高原 | 2547.5ha | 群馬縣下高井郡山之內町 | 2,196,000      |

| 中心名               | 設置者                               | 所在地                                 | 使用人數（人） |
| -------------------- | ------------------------------------ | -------------------------------------- | -------------- |
| 鹿澤資訊中心         | 環境省                               | 群馬縣吾妻郡嬬戀村大字田代2134         | 9,256          |
| 萬座自然情報館       | 環境省                               | 群馬縣吾妻郡嬬戀村大字干俣2401萬座溫泉 | 41,927         |
| 草津遊客中心         | 草津町                               | 群馬縣吾妻郡草津町草津521              | 21,820         |
| 志賀高原自然保護中心 | 長野縣志賀高原自然保護中心運營協議會 | 長野縣下高井郡山之內町平穩7148         | 28,698         |

### 管理機關
- 長野自然環境事務所：整體管理、管理長野縣上田市
- 志賀高原自然保護官事務所：管理區域含長野縣須坂市、高山村、山之內町、木島平村、野澤溫泉村、榮村
- 萬座自然保護官事務所：管理區域含水上町以外之群馬縣域、長野縣小諸市、東御市、輕井澤町、御代田町
- 谷川自然保護官事務所：管理區域含群馬縣水上町、新潟縣域

## 圖片

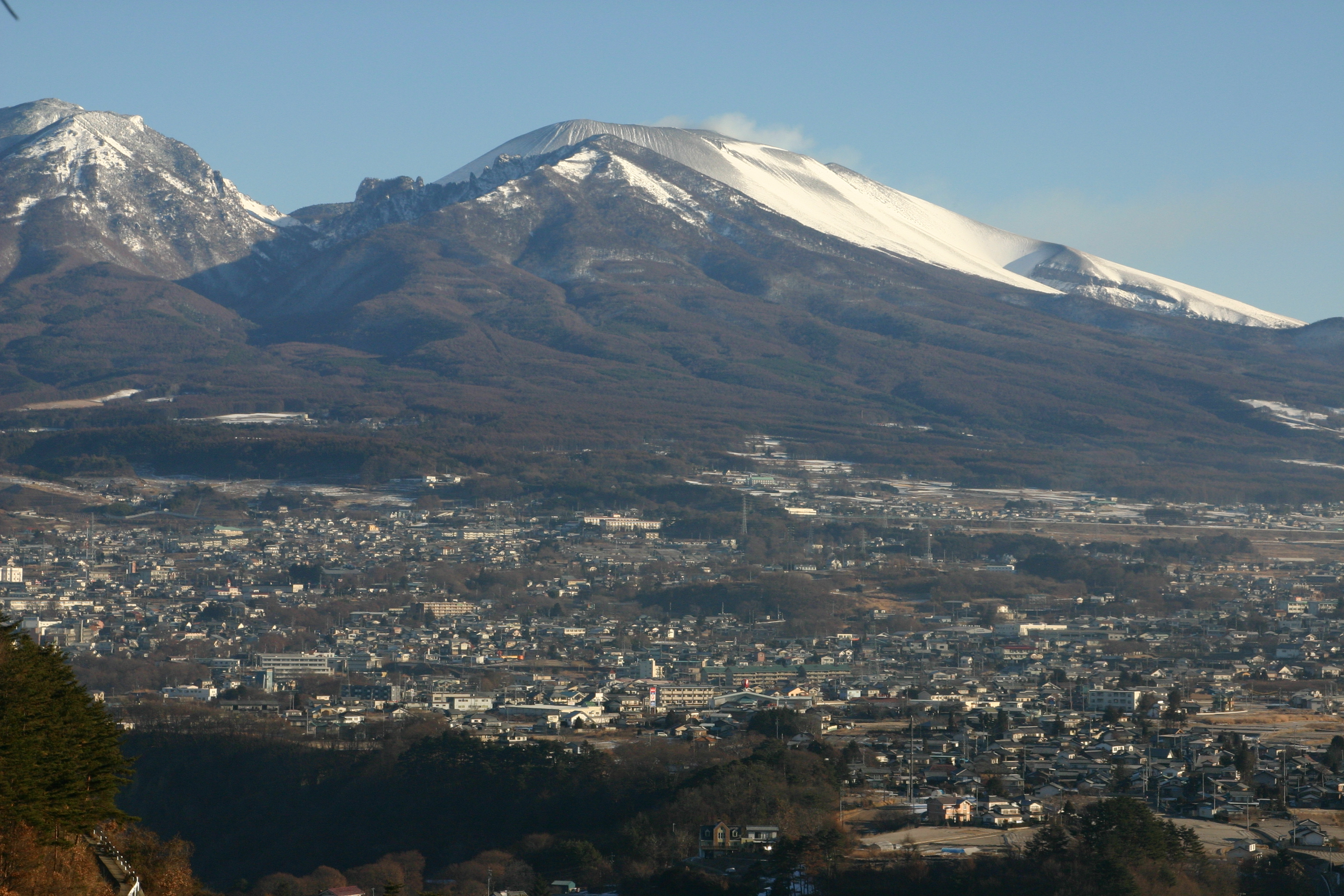
長野縣小諸市眺望淺間山
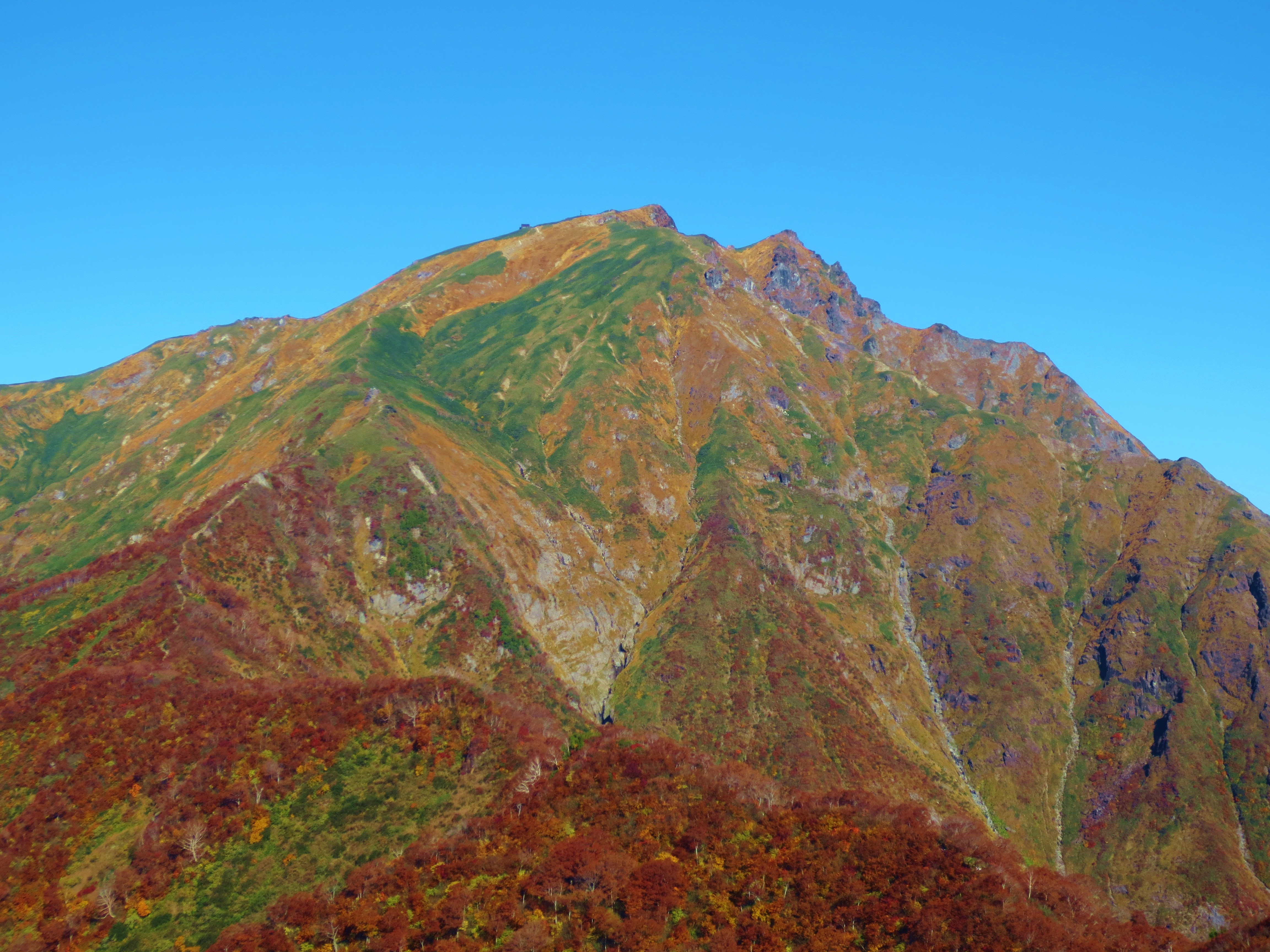
谷川岳
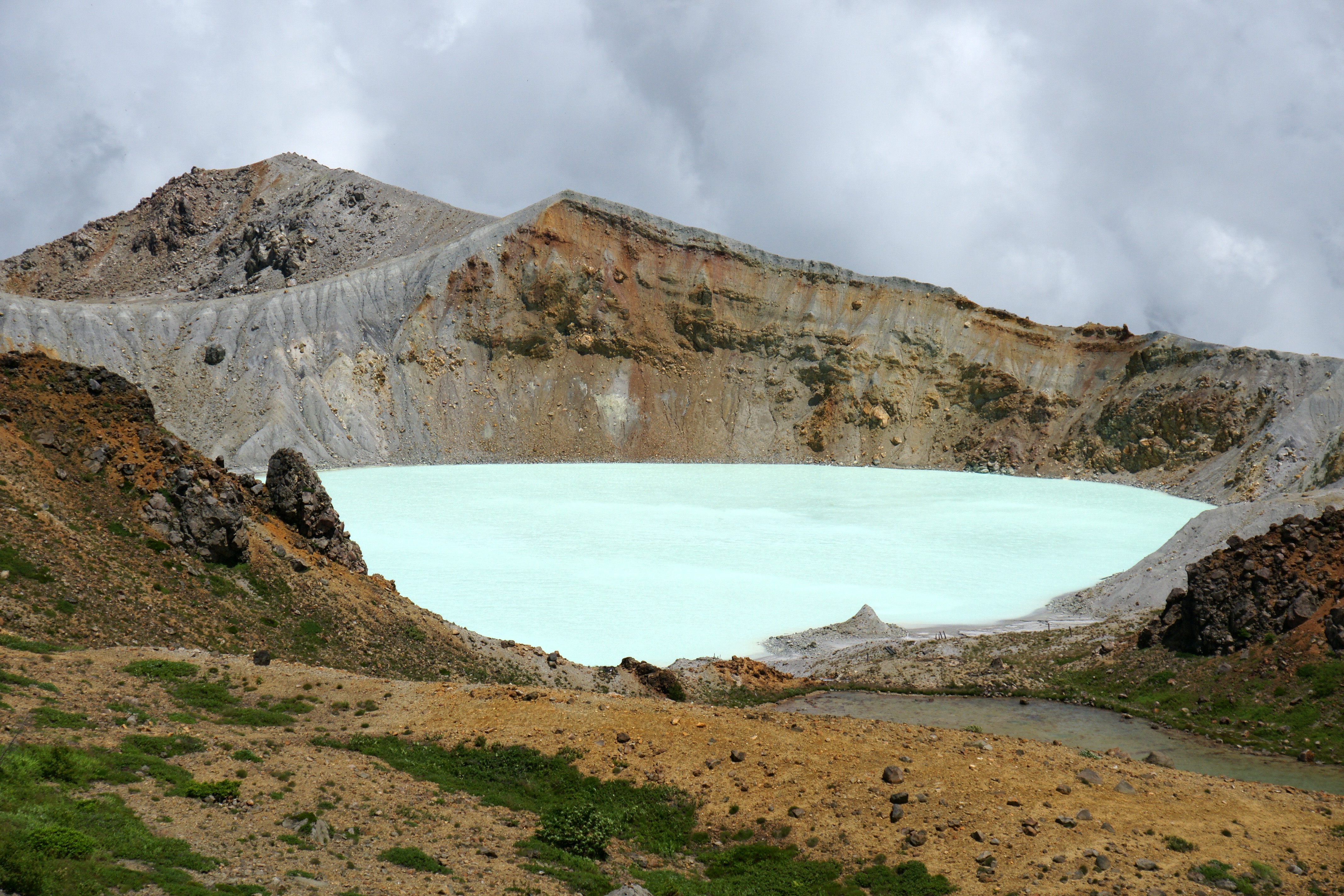
草津白根山湯釜
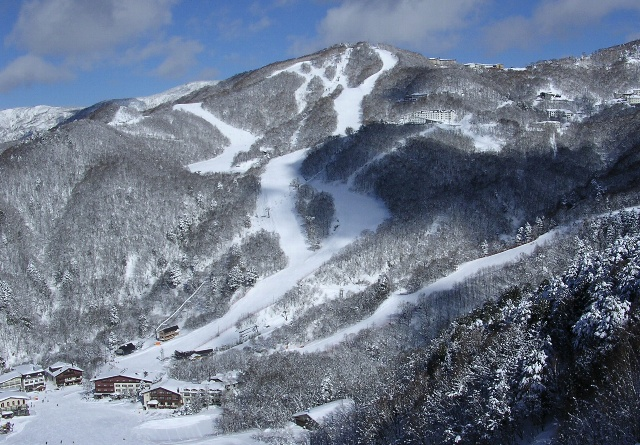
志賀高原（日语：志賀高原）西館山滑雪場
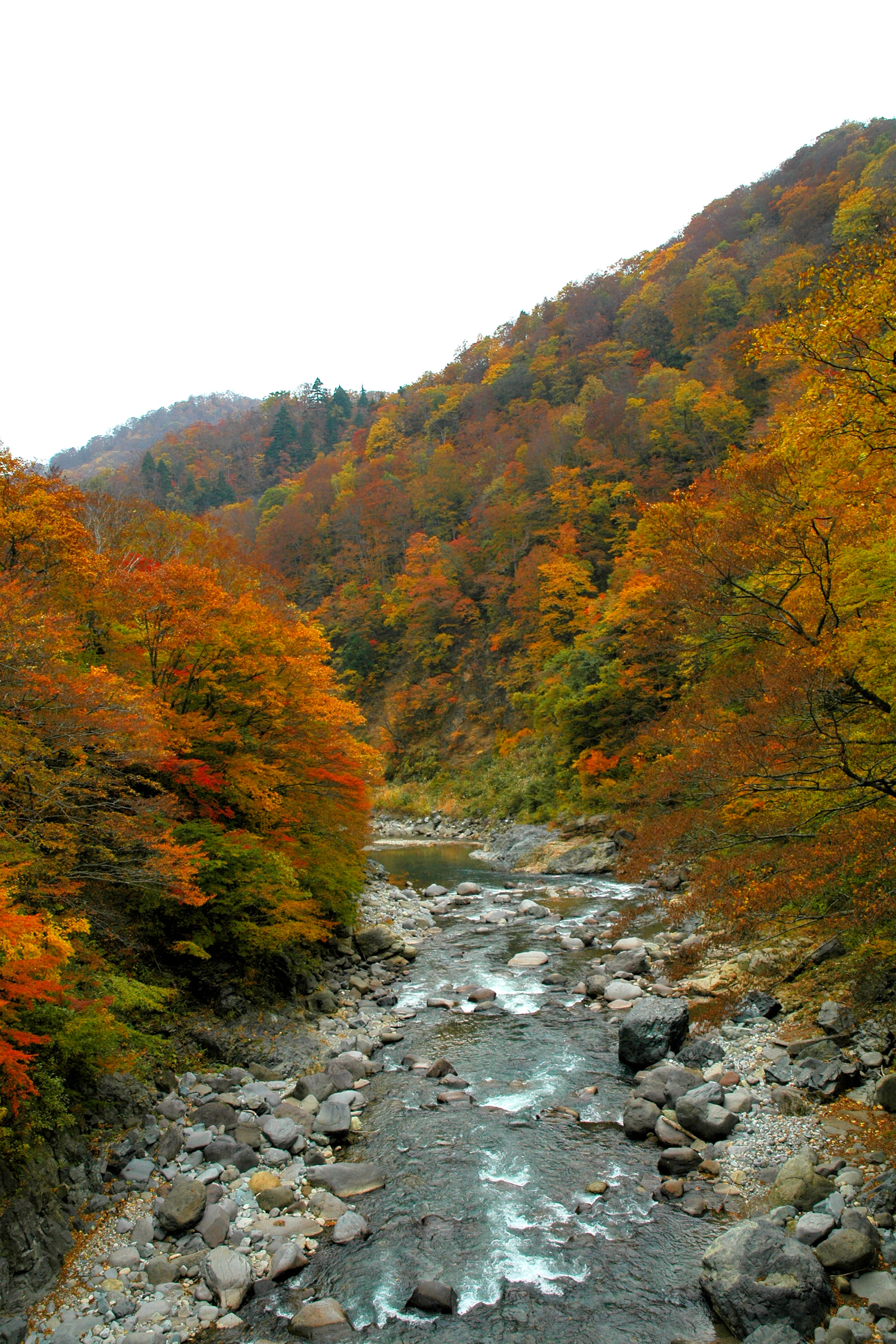
秋山鄉（日语：秋山郷）
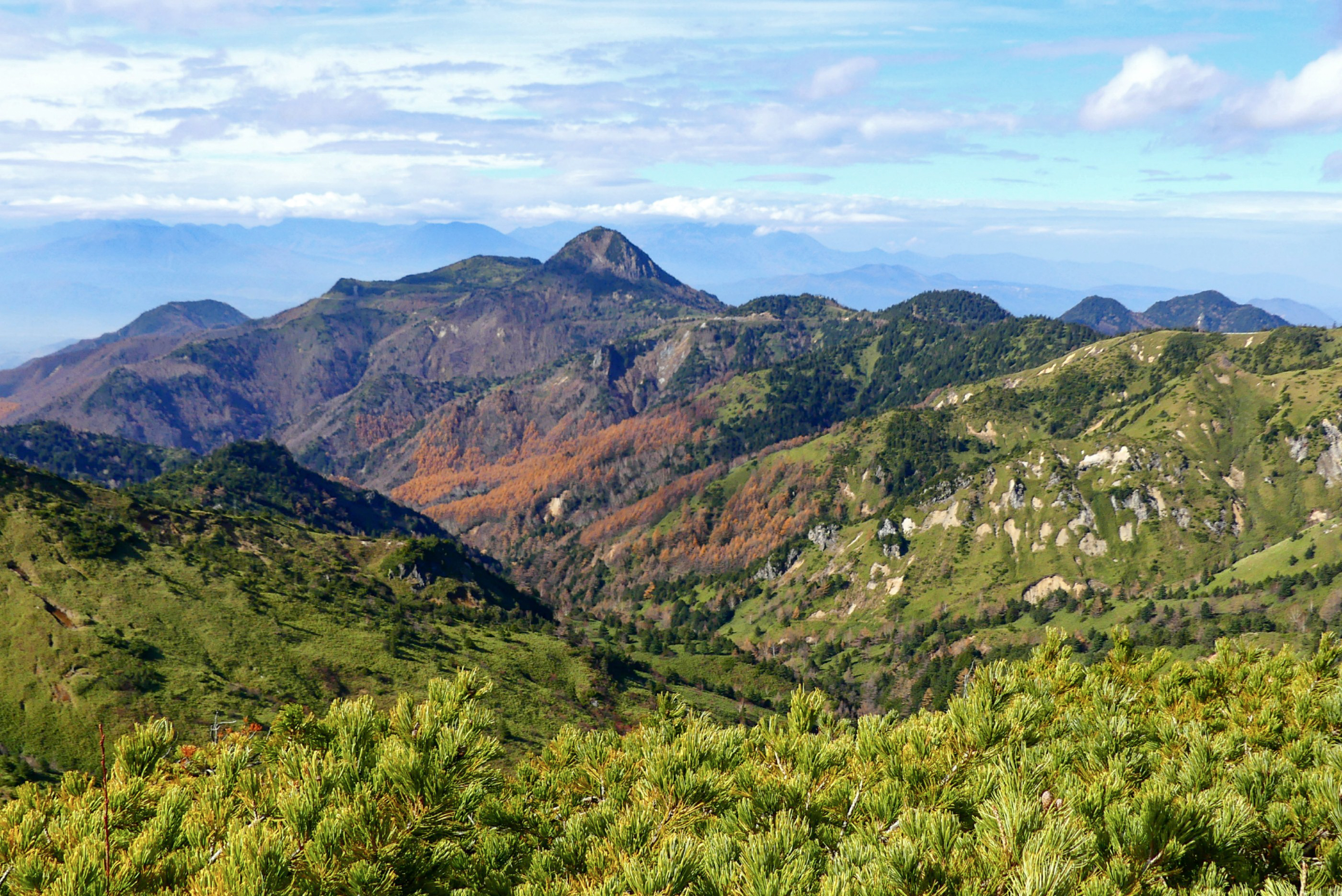
志賀高原,笠ヶ岳
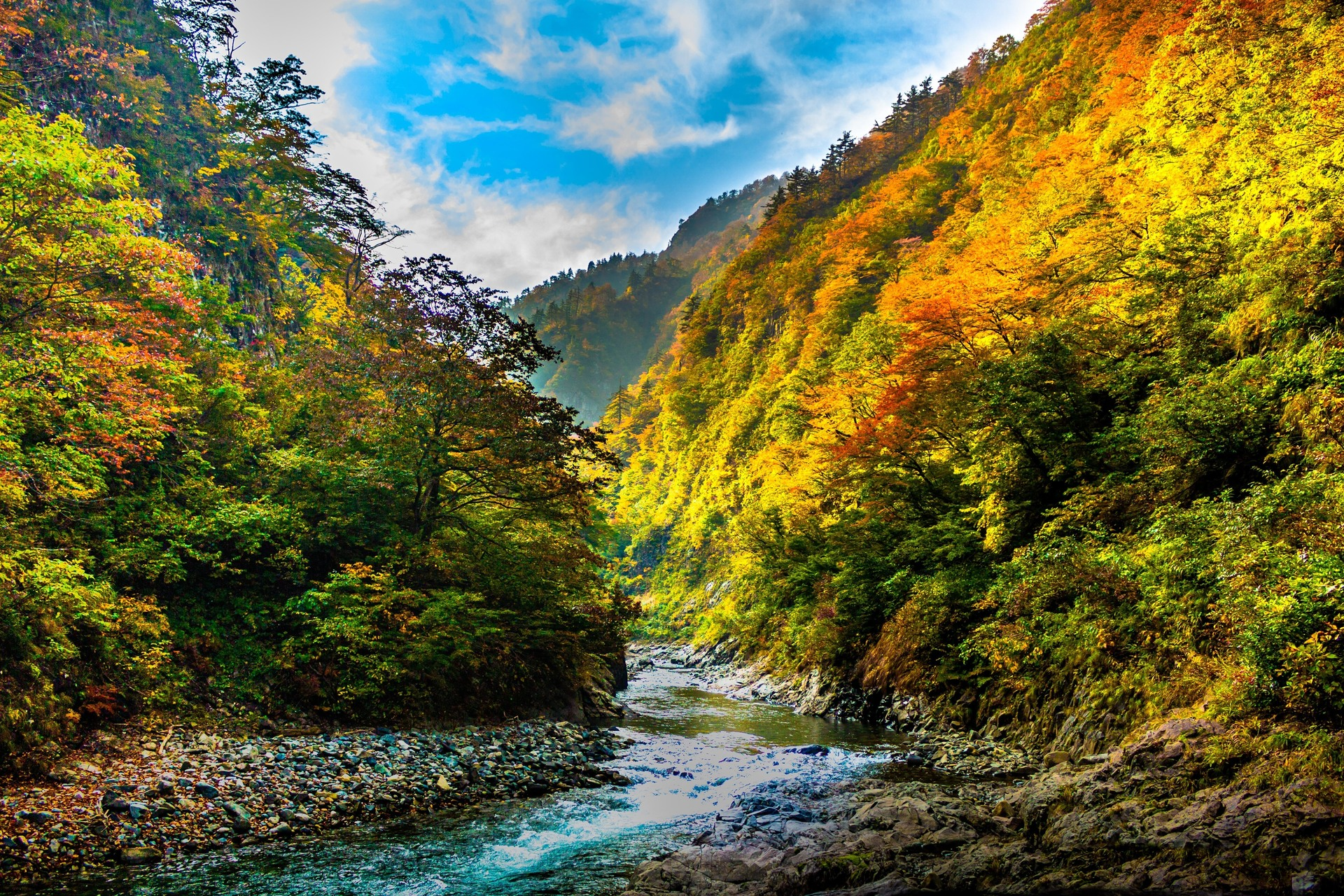
清津峡
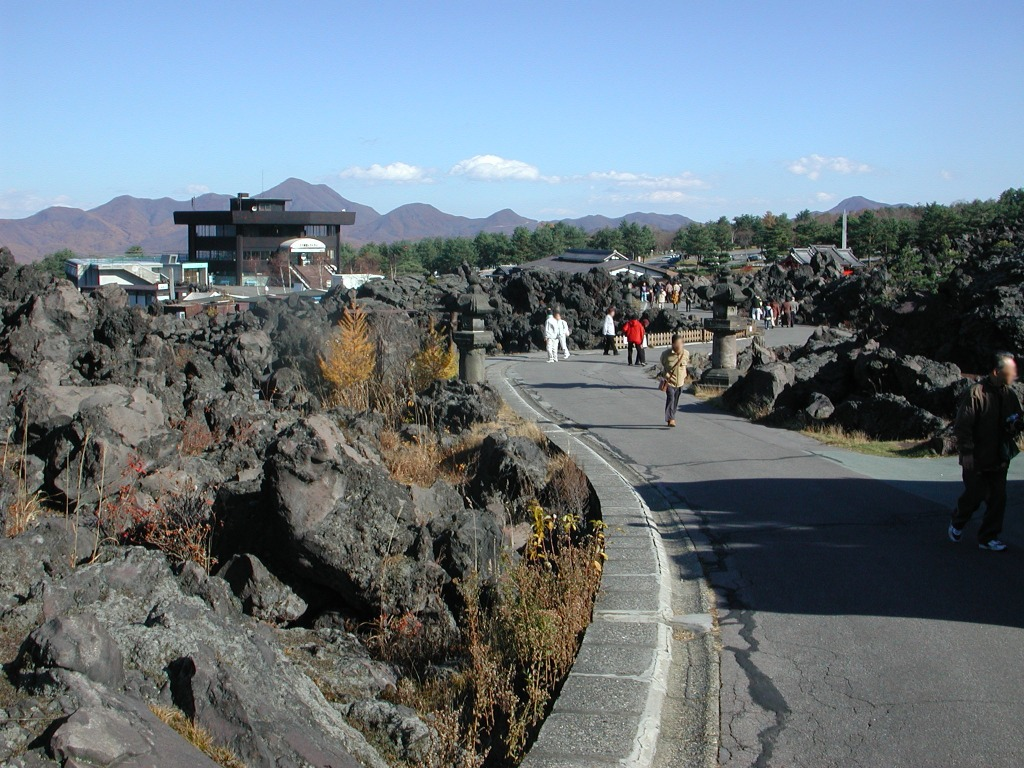
鬼押出岩

## 關連項目
- 日本國立公園

## 外部連結
- （日語）上信越高原國立公園 （页面存档备份，存于）